# Siedlisko przyrodnicze
Siedlisko przyrodnicze – pojęcie używane w terminologii prawnej Unii Europejskiej w związku z programem Natura 2000. Wprowadzone zostało w celu identyfikacji obszarów lądowych lub wodnych o określonych cechach środowiska przyrodniczego, wyodrębnianych w oparciu o cechy geograficzne, abiotyczne i biotyczne. Termin ten nawiązuje do biogeocenozy albo ekosystemu (zob. struktura ekosystemu) obejmując postaci lub fragmenty tych układów identyfikowane zwykle przez określone zbiorowiska roślinne lub warunki geograficzno-ekologiczne.
Nie należy mylić tego terminu z definicją siedliska stosowaną w biologii i ekologii oraz z typologią siedlisk leśnych stosowaną w leśnictwie.
Dyrektywa siedliskowa wymienia typy europejskich siedlisk przyrodniczych, które są zagrożone wyginięciem w Europie i zobowiązuje państwa Unii Europejskiej do ich ochrony w obszarach Natura 2000. W Polsce zakaz "podejmowania działań mogących w znaczący sposób pogorszyć stan siedlisk przyrodniczych" w obszarach Natura 2000 zapisany został w art. 33 ustawy o ochronie przyrody. Zakaz nie obowiązuje tylko w określonych sytuacjach i pod określonymi w ustawie wyjątkami. Zakres koniecznych działań ochronnych określa plan ochrony obszaru Natura 2000. Przepisy dają możliwość wsparcia finansowego lub wypłaty odszkodowań użytkownikom gruntów w przypadku strat związanych z ochroną siedlisk (m.in. w ramach programu rolnośrodowiskowego).

## Wykaz siedlisk wymagających ochrony w obszarach Natura 2000 w Polsce
(na pierwszym miejscu kod siedliska, znak * oznacza siedlisko priorytetowe)
- 1110 – piaszczyste ławice podmorskie trwale przykryte wodą o niewielkiej głębokości
- 1130 – estuaria
- 1150 – laguny przybrzeżne (w tym: jeziora przymorskie i zalewy)*
- 1160 – duże, płytkie zatoki
- 1170 – rafy
- 1210 – kidzina na brzegu morskim
- 1230 – klify na wybrzeżu Bałtyku
- 1310 – śródlądowe błotniste solniska z solirodem (Salicornion ramosissimae)
- 1330 – solniska nadmorskie (Glauco-Puccinietalia maritimae część – zbiorowiska nadmorskie)
- 1340 – śródlądowe słone łąki, pastwiska i szuwary (Glauco-Puccinietalia część – zbiorowiska śródlądowe)*
- 2110 – inicjalne stadia nadmorskich wydm białych
- 2120 – nadmorskie wydmy białe (Elymo-Ammophiletum)
- 2130 – nadmorskie wydmy szare*
- 2140 – nadmorskie wrzosowiska bażynowe (Empetrion nigri)*
- 2160 – nadmorskie wydmy z zaroślami rokitnika
- 2170 – nadmorskie wydmy z zaroślami wierzby piaskowej
- 2180 – lasy mieszane i bory na wydmach nadmorskich
- 2190 – wilgotne zagłębienia międzywydmowe
- 2330 – wydmy śródlądowe z murawami napiaskowymi (Corynephorus, Agrostis)
- 3110 – jeziora lobeliowe
- 3130 – brzegi lub osuszane dna zbiorników wodnych ze zbiorowiskami z Littorelletea, Isoëto-Nanojuncetea
- 3140 – twardowodne oligo- i mezotroficzne zbiorniki wodne z podwodnymi łąkami ramienic Charetea (jeziora ramienicowe)
- 3150 – starorzecza i naturalne eutroficzne zbiorniki wodne ze zbiorowiskami z Nympheion, Potamion
- 3160 – naturalne, dystroficzne zbiorniki wodne
- 3220 – pionierska roślinność na kamieńcach górskich potoków
- 3230 – zarośla wrześni na kamieńcach i żwirowiskach górskich potoków (Salici-Myricarietum część – z przewagą wrześni)
- 3240 – zarośla wierzby siwej na kamieńcach i żwirowiskach górskich potoków (Salici-Myricarietum część – z przewagą wierzby)
- 3260 – nizinne i podgórskie rzeki ze zbiorowiskami włosieniczników (Ranunculion fluitantis)
- 3270 – zalewane muliste brzegi rzek z roślinnością Chenopodion rubri p.p. i Bidention p.p.
- 4010 – wilgotne wrzosowiska z wrzoścem bagiennym (Ericion tetralix)
- 4030 – suche wrzosowiska (Calluno-Genistion, Pohlio-Callunion, Calluno-Arctostaphylion)
- 4060 – wysokogórskie borówczyska bażynowe (Empetro-Vaccinietum)
- 4070 – zarośla kosodrzewiny (Pinetum mugo)
- 4080 – subalpejskie zarośla wierzbowe wierzby lapońskiej lub śląskiej (Salicetum lapponum, Salicetum silesiacae)
- 6110 – skały wapienne i neutrofilne z roślinnością pionierską (Alysso-Sedion)
- 6120 – ciepłolubne, śródlądowe murawy napiaskowe (Koelerion glaucae)*
- 6150 – wysokogórskie murawy acydofilne (Juncion trifidi) i bezwapienne wyleżyska śnieżne (Salicion herbaceae)
- 6170 – nawapienne murawy wysokogórskie (Seslerion tatrae) i wyleżyska śnieżne (Arabidion coeruleae)
- 6210 – murawy kserotermiczne (Festuco-Brometea i ciepłolubne murawy z Asplenion septentrionalis, Festucion pallentis)* – priorytetowe są tylko murawy z istotnymi stanowiskami storczyków
- 6230 – górskie i niżowe murawy bliźniczkowe (Nardion – płaty bogate florystycznie)*
- 6410 – zmiennowilgotne łąki trzęślicowe (Molinion)
- 6430 – ziołorośla górskie (Adenostylion alliariae) i ziołorośla nadrzeczne (Convolvuletalia sepium)
- 6440 – łąki selernicowe (Cnidion dubii)
- 6510 – niżowe i górskie świeże łąki użytkowane ekstensywnie (Arrhenatherion elatioris)
- 6520 – górskie łąki konietlicowe użytkowane ekstensywnie (Polygono-Trisetion)
- 7110 – torfowiska wysokie z roślinnością torfotwórczą (żywe)*
- 7120 – torfowiska wysokie zdegradowane, lecz zdolne do naturalnej i stymulowanej regeneracji
- 7140 – torfowiska przejściowe i trzęsawiska (przeważnie z roślinnością z Scheuchzerio-Caricetea)
- 7150 – obniżenia na podłożu torfowym z roślinnością ze związku Rhynchosporion
- 7210 – torfowiska nakredowe (Cladietum marisci, Caricetum buxbaumii, Schoenetum nigricantis)*
- 7220 – źródliska wapienne ze zbiorowiskami Cratoneurion commutati*
- 7230 – górskie i nizinne torfowiska zasadowe o charakterze młak, turzycowisk i mechowisk
- 8110 – piargi i gołoborza krzemianowe
- 8120 – piargi i gołoborza wapienne ze zbiorowiskami Papaverion tatrici lub Arabidion alpinae
- 8160 – podgórskie i wyżynne rumowiska wapienne ze zbiorowiskami ze Stipion calamagrostis*
- 8210 – wapienne ściany skalne ze zbiorowiskami Potentilletalia caulescentis
- 8220 – ściany skalne i urwiska krzemianowe ze zbiorowiskami z Androsacion vandelii
- 8230 – pionierskie murawy na skałach krzemianowych (Arabidopsidion thalianae)
- 8310 – jaskinie nieudostępnione do zwiedzania
- 9110 – kwaśne buczyny (Luzulo-Fagenion)
- 9130 – żyzne buczyny (Dentario glandulosae-Fagenion, Galio odorati-Fagenion)
- 9140 – górskie jaworzyny ziołoroślowe (Aceri-Fagetum)
- 9150 – ciepłolubne buczyny storczykowe (Cephalanthero-Fagenion)
- 9160 – grąd subatlantycki (Stellario-Carpinetum)
- 9170 – grąd środkowoeuropejski i subkontynentalny (Galio-Carpinetum, Tilio-Carpinetum)
- 9180 – jaworzyny i lasy klonowo-lipowe na stokach i zboczach (Tilio plathyphyllis-Acerion pseudoplatani)*
- 9190 – kwaśne dąbrowy (Quercion robori-petraeae)
- 91D0 – bory i lasy bagienne (Vaccinio uliginosi-Betuletum pubescentis, Vaccinio uliginosi-Pinetum, Pino mugo-Sphagnetum, Sphagno girgensohnii-Piceetum) i brzozowo-sosnowe bagienne lasy borealne*
- 91E0 – łęgi wierzbowe, topolowe, olszowe i jesionowe (Salicetum albo-fragilis, Populetum albae, Alnenion glutinoso-incanae) i olsy źródliskowe*
- 91F0 – łęgowe lasy dębowo-wiązowo-jesionowe (Ficario-Ulmetum)
- 91I0 – dąbrowy ciepłolubne (Quercetalia pubescenti-petraeae)*
- 91P0 – wyżynny jodłowy bór mieszany (Abietetum polonicum)
- 91Q0 – górskie reliktowe laski sosnowe (Erico-Pinion)
- 91T0 – sosnowy bór chrobotkowy (Cladonio-Pinetum i chrobotkowa postać Peucedano-Pinetum)
- 9410 – górskie bory świerkowe (Piceion abietis część – zbiorowiska górskie)
- 9420 – górski bór limbowo-świerkowy (Pino cembrae-Piceetum)